# نیوآرک (نیوجرسی)
نیوآرک (Newark) بزرگترین شهر ایالت نیوجرزی در کشور ایالات متحده آمریکا است.
فرودگاه بین‌المللی لیبرتی نیوآرک در این شهر قرار دارد.
دفتر مرکزی چندین شرکت مهم از جمله پرودنشال فایننشل، پابلیک سرویس، پاناسونیک آمریکای شمالی و آی‌دی‌تی در این شهر قرار دارد.

## مراکز علمی-فرهنگی
- مؤسسه فناوری نیوجرزی